# Ibuh
Ibuh is een bestuurslaag in het regentschap Payakumbuh van de provincie West-Sumatra, Indonesië. Ibuh telt 4024 inwoners (volkstelling 2010).